# Марк Інделікато
Марк Інделікато (англ.Mark Indelicato, 16 липня 1994 в Філадельфії, Пенсільванія, США) — американський актор і співак, найбільш відомий за роллю Джастіна Суарез в популярному телесеріалі «Погануля».

## Біографія
Інделікато на ¾ — італієць і на ¼ — пуерториканець. Народився у Філадельфії, перший акторський досвід отримав тут же, у вісім років граючи в театрі «Волнат-стріт» та знімаючись в комерційній рекламі, а також в декількох шоу.
У 12 років почав зніматися в популярному американському телесеріалі «Погануля», остання серія якого вийшла 14 квітня 2010. У 2007 році виконав роль в одній із серій серіалу «Всі тип-топ, або Життя Зака і Коді» — Lip Synchin 'in the Rain, яка є відсиланням до популярного музичного фільму «Класний мюзикл » (Disney Channel). В даний час знімається в підготовлюваний до виходу серіалі «Школа Медісон».
За своєю заявою в блозі на twitter, є пескетаріанцем.